# 張瀚 (嘉靖進士)
張瀚（1511年—1593年），字子文，號元洲，浙江仁和（今杭州）人，明朝政治人物，進士出身。

## 生平
二十四歲中式嘉靖十三年（1535年）甲午科浙江鄉試第四十九名舉人，嘉靖十四年（1535年）聯捷乙未科二甲五十八名進士。授南京工部主事，轉刑部郎中，歷廬州府知府，改補大名府。瓦剌俺答迫京師，朝廷徵求畿輔民兵入衛。張瀚徵得800人。以功迁陕西按察司副使，三十四年三月升广东布政使司左参政，调福建右参政，四十一年六月升山西按察使，历遷陕西左布政使，四十四年五月擢都察院右副都御史、巡抚陕西，历升大理寺卿、刑部右侍郎，四十五年十一月升兵部左侍郎兼右佥都御史、总督漕运兼巡抚凤阳。
隆庆元年（1567年）八月改总督两广军务兼理粮饷巡抚广西，三年被停职。五年五月起巡抚陕西兵部左侍郎兼都察院右佥都御史，六年正月升南京都察院右都御史。
萬曆元年（1573年）官至南京工部尚書，九月首辅張居正推荐张瀚接替楊博为吏部尚书，任满加太子少保，竟不附張居正，朝议多不合。張居正奪情時，張瀚撫膺太息曰：“三綱淪矣！”張居正大怒，唆使给事中王道成、御史謝思啓弹劾，五年十月十一日令致仕，辞官归故里。居正死後，萬曆帝頗思念張瀚。下詔給付月廩，八十歲時還特賜存問。卒年八十三，贈太子少保，謚恭懿。

## 著作
著有《松窗梦语》8卷。记载了明代经济、社会、文化、风俗等资料。
張瀚任刑部尚書期間，曾在刑部大堂立對聯一副：
功名身外事，大就何妨，小就何妨；
富貴眼前花，早開也得，晚開也得。

## 家族
曾祖張鵬，義官、祖父張紀、父張應祿。母李氏。具庆下。

## 史学研究
有研究认为，张瀚所著的《松窗梦语》是宣扬因果轮回和富贵有命的思想，部分学者引用该著作说明明代的工商业进步和资本主义萌芽是不恰当的，该作不能作为信史。

## 延伸阅读
[在维基数据编辑]
 《國朝獻徵錄·卷之二十五》，出自焦竑《國朝獻徵錄》
 《明史卷二百二十五》，出自《明史》

## 參看
- 明朝七卿年表

| 官衔          | 官衔                                                | 官衔          |
| ------------- | --------------------------------------------------- | ------------- |
| 前任： 顧玉柱 | 明朝大名府知府 嘉靖二十九年（1550年）上任           | 繼任： 李遇元 |
| 前任： 楊博   | 明朝吏部尚書 萬曆元年－萬曆五年（1573年－1577年）任 | 繼任： 方逢時 |